# Solomon Rotich
Solomon Kipkoech Rotich (11 augustus 1983) is een Keniaanse langeafstandsloper, die is gespecialiseerd in de marathon.

## Loopbaan
Rotich liep zijn persoonlijk record van 2:11.42 op de marathon van Rome in 2006. Ook won hij dat jaar de marathon van São Paulo. Een jaar eerder was hij vijfde geworden op de marathon van Turijn.
In 2007 won Rotich in hevige regen de halve marathon van Udine in 1:02.48.

## Persoonlijke records
Baan
| Onderdeel | Prestatie | Datum         | Plaats        |
| --------- | --------- | ------------- | ------------- |
| 1500 m    | 3.44,1    | 17 juni 2002  | Nairobi       |
| 10.000 m  | 29.33,5   | 28 april 2007 | Lamezia Terme |

Weg
| Onderdeel      | Prestatie | Datum         | Plaats |
| -------------- | --------- | ------------- | ------ |
| halve marathon | 1:02.48   | 27 mei 2007   | Udine  |
| marathon       | 2:11.42   | 26 maart 2006 | Rome   |

## Palmares

### halve marathon
- 2007:  halve marathon van Udine - 1:02.48

### marathon
- 2005: 5e marathon van Turijn - 2:14.33
- 2006:  marathon van São Paulo - 2:15.15
- 2006: 6e marathon van Rome - 2:11.42
- 2006: 5e marathon van Capri - 2:14.01